# Alldeutscher Verband
Alldeutscher Verband (em português: "União de Todos os Alemães"; "Liga Pangermânica") foi uma organização alemã de extrema-direita criada em 1891 que promovia o pangermanismo e o imperialismo. Seu primeiro presidente foi Ernst Hasse, sucedido por Heinrich Class em 1908. O industrial Emil Kirdorf também foi um dos membros fundadores. A Alldeutscher Verband desintegrou-se no ano de 1939.
O objetivo principal da Liga Pangermânica era protestar em desfavor de medidas governamentais as quais eles acreditavam que prejudicariam a nação alemã. O Darwinismo social foi um valor de grande importância para essa organização. Ainda, a Liga pregava pela higiene racial alemã e combatia a miscigenação com raças consideradas inferiores, como os judeus. As agitações da organização influenciaram de certa forma o governo alemão e ajudaram a enfraquecer a ´política de estrangeiros´ desenvolvida por Bismarck.
A Alldeutscher Verband exercia enorme influência sobre o governo alemão durante a 1ª Guerra Mundial, quando mostraram-se opositores à democratização. Oponentes da Alldeutscher eram chamados de covardes. Influentes personalidades da organização fundaram o Deutsche Vaterlandspartei ("Partido da Terra-pai Alemão"; "Partido da Pátria Alemão") em 1917, que promoveu negociações de paz.

## Ver Também
- Colonialismo
- Pangermanismo